# Phyllolabis limboo
Phyllolabis limboo är en tvåvingeart som beskrevs av Alexander 1961. Phyllolabis limboo ingår i släktet Phyllolabis och familjen småharkrankar. Inga underarter finns listade i Catalogue of Life.